# الکساندریا نیدزیولسکا
الکساندریا نیدزیولسکا (به لاتین: Aleksandria Niedziałowska) یک منطقهٔ مسکونی در لهستان است که در Gmina Rejowiec واقع شده‌است.

## خصوصیات
الکساندریا نیدزیولسکا ۱۹۰ نفر جمعیت دارد.